# Canisiuswerk
Das Canisiuswerk ist eine österreichische kirchliche Einrichtung zur geistigen Förderung und materiellen Unterstützung von geistlichen Berufen.

## Geschichte
Am 31. Januar 1918 gründete der Schuldirektor Josef Moser († 13. November 1931) in Wien den Verein Canisiuswerk zur Heranbildung katholischer Priester mit dem Ziel, über den Priesterberuf zu informieren und bedürftige Priesterstudenten materiell zu unterstützen.
Der Name des Werkes sollte an Petrus Canisius (1521–1597) erinnern.
Ab 1922 gab der Verein die Zeitschrift Quatemberstimmen heraus. 1926 wurden Zweigvereine in Innsbruck, Salzburg und Klagenfurt, 1927 auch in Budapest, Laibach, München, Prag, Warschau und Zürich gegründet. 1927 wurde die Vereinszeitschrift in Volksseele und 1967 in miteinander umbenannt.
1939 wurde das Canisiuswerk in allen österreichischen Diözesen zum Bischöflichen Werk erhoben, die Zeitschrift Volksseele musste eingestellt werden und konnte erst 1946 wieder erscheinen. 1945 wurde es dem Päpstlichen Werk für geistliche Berufe eingegliedert.
Am 4. Juni 1970 wurde das Canisiuswerk als Verein aufgelöst und als Kirchliches Institut neu errichtet. Dadurch ist es eine Rechtspersönlichkeit für den kirchlichen und für den staatlichen Bereich.
1998 hatte das Canisiuswerk etwa 45.000 Förderer und unterstützte 19 Seminare. Von den unterstützten Studenten wurden bis zu diesem Jahr 2.531 zu Priestern geweiht.

## Ziele und Tätigkeit
Das Betätigungsfeld des Canisiuswerks ist die Berufungspastoral. Die geistige Förderung geschieht u. a. durch Herausgabe der regelmäßig erscheinenden Zeitschrift miteinander und durch Unterstützung von Exerzitien und Einkehrtagen. Das Canisiuswerk bereitet den jährlichen Weltgebetstag um geistliche Berufe vor.
Materiell werden Priesterseminaristen und Ordensnovizen unterstützt. Das Canisiuswerk erbaute das 1959 eingeweihte Interdiözesane Seminar für Priester-Spätberufe (Canisiusheim in Horn, Niederösterreich) und erhält es auch.
Daneben werden Initiativen, die Berufungen wecken und begleiten werden, gefördert (Projektförderung).

## Leitung
Referatsbischof ist Wilhelm Krautwaschl. Er ist Vorsitzer des Kuratoriums, das über Jahresplanung, Budget und Auszahlung von Förderungen entscheidet. Seit 2016 ist Elisabeth Grabner die Büroleiterin.